# 삼성 갤럭시 진 시리즈
삼성 갤럭시 진 시리즈(Samsung Galaxy Jean Series)는 삼성전자가 제조하는 안드로이드 기반의 스마트폰이다.
| 삼성 갤럭시 진 시리즈 |
| --------------------- |
| 삼성 갤럭시 진        |
| 삼성 갤럭시 진2       |